# Crown Point, Indiana
Crown Point är en stad (city) i Lake County, i delstaten Indiana, USA. Enligt United States Census Bureau har staden en folkmängd på 27 803 invånare (2011) och en landarea på 45,9 km². Crown Point är huvudort i Lake County.